# Papyrus dramatique du Ramesséum

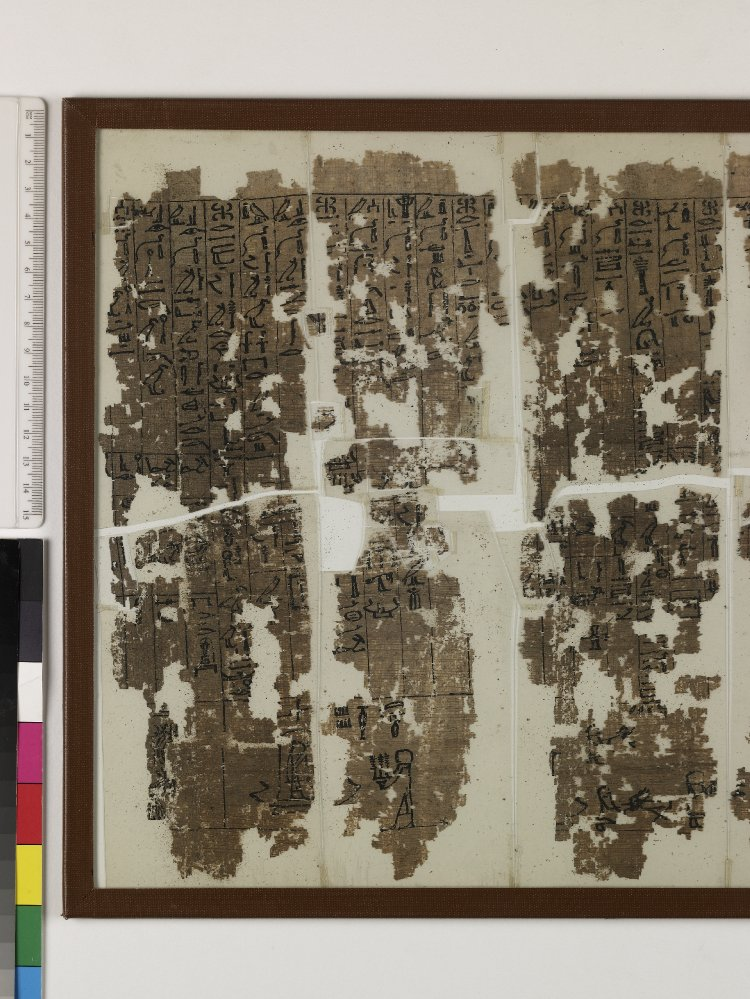
Le papyrus B conservé au British Museum.

Le papyrus dramatique du Ramesséum (ou Papyrus B) est un papyrus de l'époque de la XIIe dynastie découvert avec un ensemble de textes médicaux en 1896 par James Edward Quibell dans la tombe « du magicien » du Ramesséum. Un fragment du rouleau, contenant les lignes 31 à 63, est conservé dans un cadre de quarante-et-un centimètres de long sur trente centimètres de large au British Museum auquel il a été remis en 1929 par Sir Alan Henderson Gardiner de la British School of Archaeology in Egypt.
Le Papyrus B, écrit sur le recto en hiéroglyphe linéaire diffère de l'ensemble. Il ne s'agit plus de textes médicaux mais de scènes dramatiques décrivant le couronnement du pharaon Sésostris Ier. Présentés sous la forme de colonnes verticales alternant avec des vignettes, des titres et du texte horizontal, ces textes semblent, comme les nomme André Degaine, des « cahiers de régie » donnant des énonciateurs, des répliques, des didascalies et des illustrations de mise en scène. Dès 1928, Kurt Heinrich Sethe publiait une étude du papyrus dramatique du Ramesséum et de la pierre de Chabaka, commentée en 1954 par Étienne Drioton. Leurs conclusions ont permis d'attester à partir de ces documents de l'existence d'un théâtre de l'Égypte antique proche des mystères de notre Moyen Âge. Ces hypothèses sont cependant débattues par d'autres auteurs du fait de la rareté des fragments étudiés. Ceci est notamment le cas de David Lorand qui conclut plutôt à un texte de propagande, justifiant l'avènement de Sésostris Ier après l’assassinat de son père.

## Ressources en ligne
- (en) Le Papyrus Ramesseum B (Dramatic Papyrus), notice du British Museum, britishmuseum.org
- « La littérature au Moyen Empire : Recueil de mots, collections de formules, quête d’expressions », Rennes égyptologie 2008-2009, rennesegypto.free.fr
- David Lorand, « Le papyrus dramatique du Ramesseum », egyptologica.be
- (en) Mikhail L. B., « Raising the Djed-Pillar: The Last Day of the Osirian Khoiak Festival », Gottinger, Miszellen Gottingen, numéro 83, 1984, p. 51-69, cat.inist.fr
- (en) Mikhail L. B., « The Egyptological Approach to Drama in Ancient Egypt: Is it Time for a Revision? », Gottinger, Miszellen Gottingen, numéro 75, 1984, p. 19-26, cat.inist.fr
- Étienne Drioton, « La question du théâtre égyptien », Comptes rendus des séances de l'Académie des Inscriptions et Belles-Lettres, volume 98, numéro 1, p. 53, 1954, persee.fr
- Jean Sainte Fare Garnot, « Mystères osiriens » [à propos du Théâtre égyptien d'Étienne Drioton], Bibliographie analytique des religions de l'Égypte (1939-1943), Revue de l'histoire des religions, volume 133, Numéro 133-1-3, 1947, p. 179, persee.fr